# مارك باول (ساحر استعراضي)
مارك باول (بالإنجليزية: Marc Paul)‏ هو ساحر استعراضي بريطاني، ولد في 29 مايو 1968.

## وصلات خارجية
- مارك باول على موقع IMDb (الإنجليزية)